# Viva la Bam
Viva la Bam era una serie interpretada por Bam Margera.

## Historia
Fue un reality show que comenzó el 26 de octubre de 2003 en la cadena de televisión MTV, protagonizado por el renombrado skater e integrante de Jackass Bam Margera. El show consistía en la tortura realizada a Phil Margera y April Margera (padres de Bam), Don Vito (Vincent Margera, tío de Bam), los cuales eran sometidos a una serie de bromas pesadas. Cada temporada contenía 8 episodios de media hora, los cuales tenían una misión, tema o desafío desarrollado por Bam y sus amigos.
Los colaboradores de Bam en la serie eran sus famosos amigos: Ryan Dunn, Chris Raab, Brandon Dicamillo, Tim Glomb, Tony Hawk, entre otros.
El reality fue filmado en los alrededores de Chester, en el oeste de Pensilvania, también tuvo como escenarios Nueva Orleans, Los Ángeles, México, Brasil y Europa.
La serie finalizó en su quinta temporada el 14 de agosto de 2005 con un total de 40 capítulos y 5 especiales de televisión.

## Episodios

### Temporada 1
1. El día infernal de Phil/La pista de skate de Bam
2. No alimentes a Phil
3. Reunión familiar
4. Viva Las Vegas
5.Pinta a Phil Blue y otras historias
6. Muy Feliz Navidad Margera
7. La venganza de abril
8. Búsqueda de tesoros

### Temporada 2
1. Castillo Bam
2. Saliendo con Don Vito
3. Chico gordo cara a cara
4. Martes Graso Parte 1
5. Martes Graso Parte 2
6. Falso servicio a la comunidad
7. Casino en la Copa del Árbol‌‌
8. Derbi de demostración‌‌

### Temporada 3
1. Parque de patinaje de entrada‌‌
2. Guerra incivil
3. Fuerte Knoxville
4. Estrellas de rock
5. Motín en el Bam
6. Mono enojado
7. Centro comercial de Bam‌‌
8. Golf en miniatura

### Temporada 4
1. Viva la Europa Parte 1‌‌
2. Viva la Europa Parte 2
3. CKY Consigue trabajos‌‌
4. Estado de Bam
5. Bam en el pantano
6. Día de la Marmota
7. México
8. Desafío CKY

### Temporada 5
1. Viva la Brasil
2. La sorpresa del mono
3. La venganza de Vito
4. Metal Mulisha
5. Limo vs. Lambo
6. ¿Dónde está Vito?
7. Bam en el río
8. Finlandia

## Especiales
Las diez mejores bofetadas de Bam 15 de abril de 2004
Bam y Dunn revisan imágenes de años de antigüedad y muestran las 10 mejores bofetadas de Bam de todos los tiempos.
Episodio perdido: Islandia 21 de junio de 2004
Bam y la tripulación emborrachan a Ryan Dunn y lo obligan a cumplir su alarde de borrachera de que iría por una cascada islandesa sellada dentro de un barril de plástico. Este episodio se puede ver en el DVD extra de Viva La Bands.
Viva la Top 5 24 de junio de 2005
Bam y su familia acampan, contando sus momentos favoritos.
Viva las vacaciones de primavera Parte 1 22 de marzo de 2006
Bam y el equipo se dirigen por la costa este a Miami, Florida, para las vacaciones de primavera en dos vehículos recreativos. Mientras tanto, de vuelta en West Chester, April y Phil se sorprenden al descubrir que están siendo filmados por el equipo de filmación de MTV.
Viva las vacaciones de primavera Parte 2 22 de marzo de 2006
Segunda parte del episodio de Viva las vacaciones de  Primavera.

## Emisión en otras cadenas
Telemetro Panamá 
  Canal RCN 
 ATV 
 Telemicro 
  TCS
- Datos: Q846222

Artistas invitados:
Johnny Knoxville.